# Чумешти (Сату Маре)
Чумешти (рум. Ciumești) насеље је у Румунији у округу Сату Маре у општини Чумешти. Oпштина се налази на надморској висини од 133 m.

## Становништво
Према подацима из 2002. године у насељу је живело 1238 становника.

### Попис2002.
| Расподела становништва по националности 2002.‍ | Расподела становништва по националности 2002.‍ | Расподела становништва по националности 2002.‍ | Расподела становништва по националности 2002.‍ | Расподела становништва по националности 2002.‍ |
| --------------------------------------------- | --------------------------------------------- | --------------------------------------------- | --------------------------------------------- | --------------------------------------------- |
|                                               |                                               |                                               |                                               |                                               |
| Румуни                                        | Румуни                                        |                                               | 126                                           | 10,2%                                         |
| Мађари                                        | Мађари                                        |                                               | 1.029                                         | 83,1%                                         |
| Роми                                          | Роми                                          |                                               | 36                                            | 2,9%                                          |
| Немци                                         | Немци                                         |                                               | 47                                            | 3,8%                                          |